# Triana (Sevilla)
Triana es un barrio de la ciudad española de Sevilla, en Andalucía, y uno de los once distritos en que está dividido el municipio a efectos administrativos. Está situado en el occidente del municipio. Limita al sur con el distrito de Los Remedios; al oriente, con los distritos Casco Antiguo y Macarena; al norte, con el distrito Norte y el municipio de Santiponce; y al occidente, con los municipios de Camas, Tomares y San Juan de Aznalfarache.
Ubicado junto al río Guadalquivir. El distrito comprende los barrios de Triana Casco Antiguo, barrio León, El Tardón-El Carmen, Triana Este y Triana Oeste. La isla de la Cartuja se considera administrativamente dentro del barrio de Triana Oeste.

## Ubicación
Triana está situada en la orilla este del río Guadalquivir vivo y está separada de la antigua zona intramuros de la ciudad por la dársena del río que recorre su cauce histórico.
La unen al centro de la ciudad el puente de Triana, el puente de San Telmo y el Puente del Cristo de la expiración. Al sur de Triana se encuentra el barrio de Los Remedios.

## Toponimia

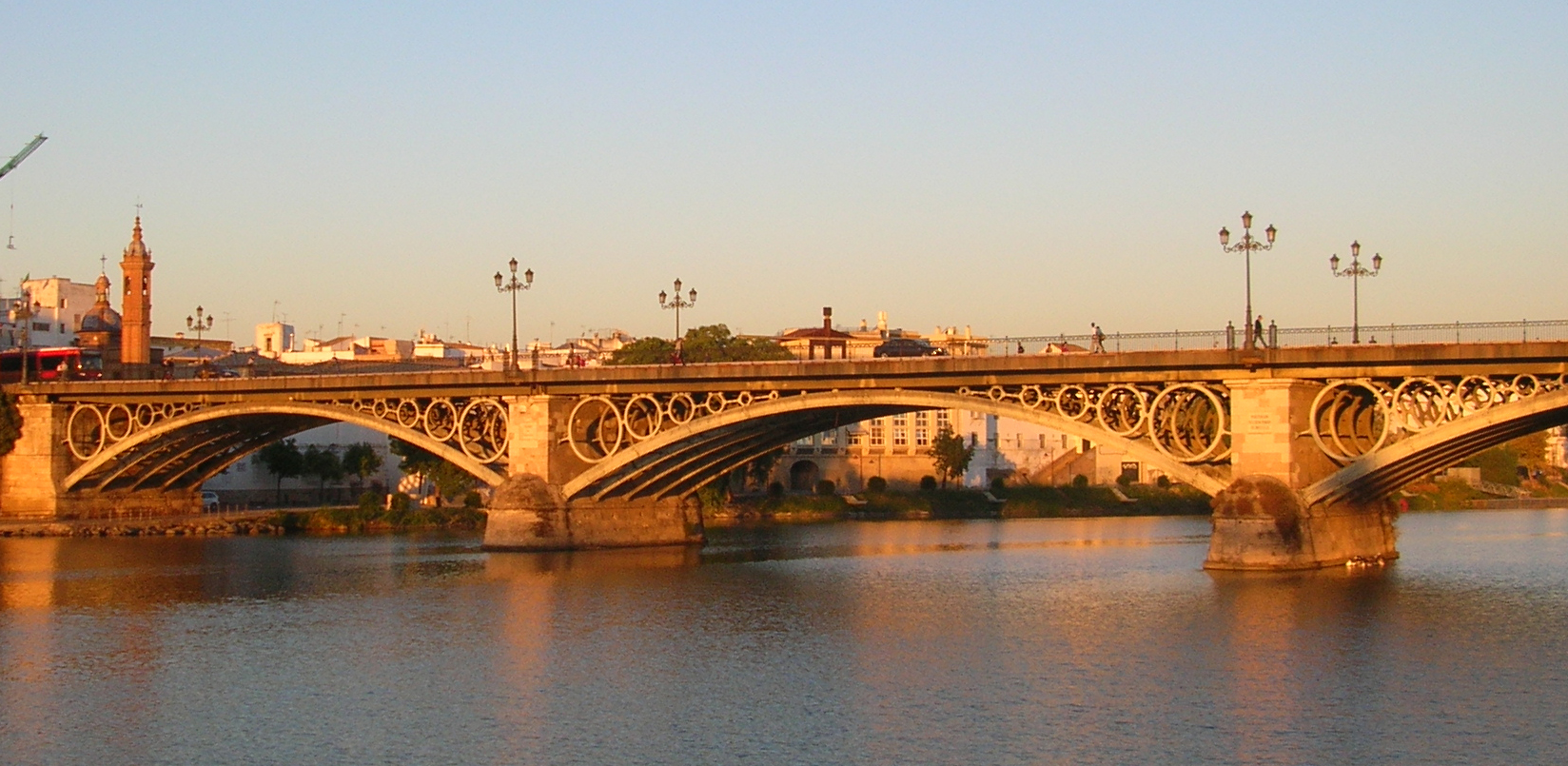
Puente de Triana.

Según la mitología, la diosa Astarté, huyendo de la persecución amorosa de Hércules, fundador mitológico de la ciudad de Sevilla, vino a refugiarse en la orilla occidental del Guadalquivir fundando Triana.
También ha suscitado interés para los investigadores el origen de su nombre. Tradicionalmente, se vinculó a su pasado como colonia romana fundada por Trajano, el emperador nacido en Itálica, Traiana daría Triana, aunque más bien alude a una villa o finca particular de esta familia, que de hecho se documenta entre el Guadalquivir y el Guadiana.  Según otros autores, el nombre provendría de una fórmula de compromiso entre los celtíberos y los romanos, tri, "tres", del romano y ana, "río", de origen celtíbero, ya que por esa zona el río se dividía en tres. Esto es lo que sostiene Justino Matute Gaviria en su obra Aparato para describir la historia de Triana y de su iglesia parroquial:

otros deducen su nombre de trans amnem, expresión con que los latinos significaban lo que está más allá del río [...] y aun los árabes por esta misma circunstancia llamaban a Triana Ma Wara An-Nahr, que vale tanto como allende el río: la transfluvial, aunque más comúnmente le decían Atrayana o Athriana

## Descripción

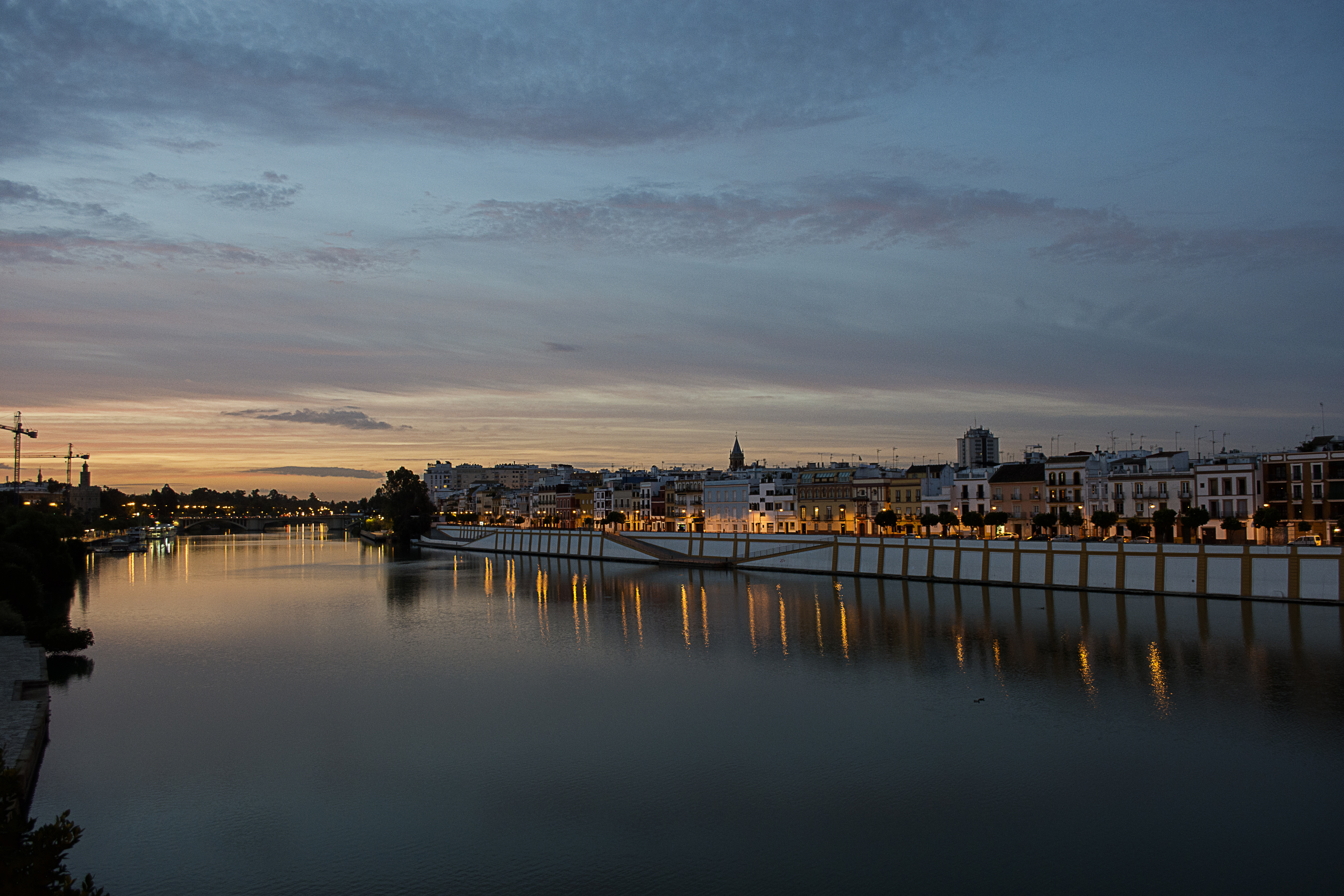
Vista del barrio de Triana, desde la otra orilla del Guadalquivir

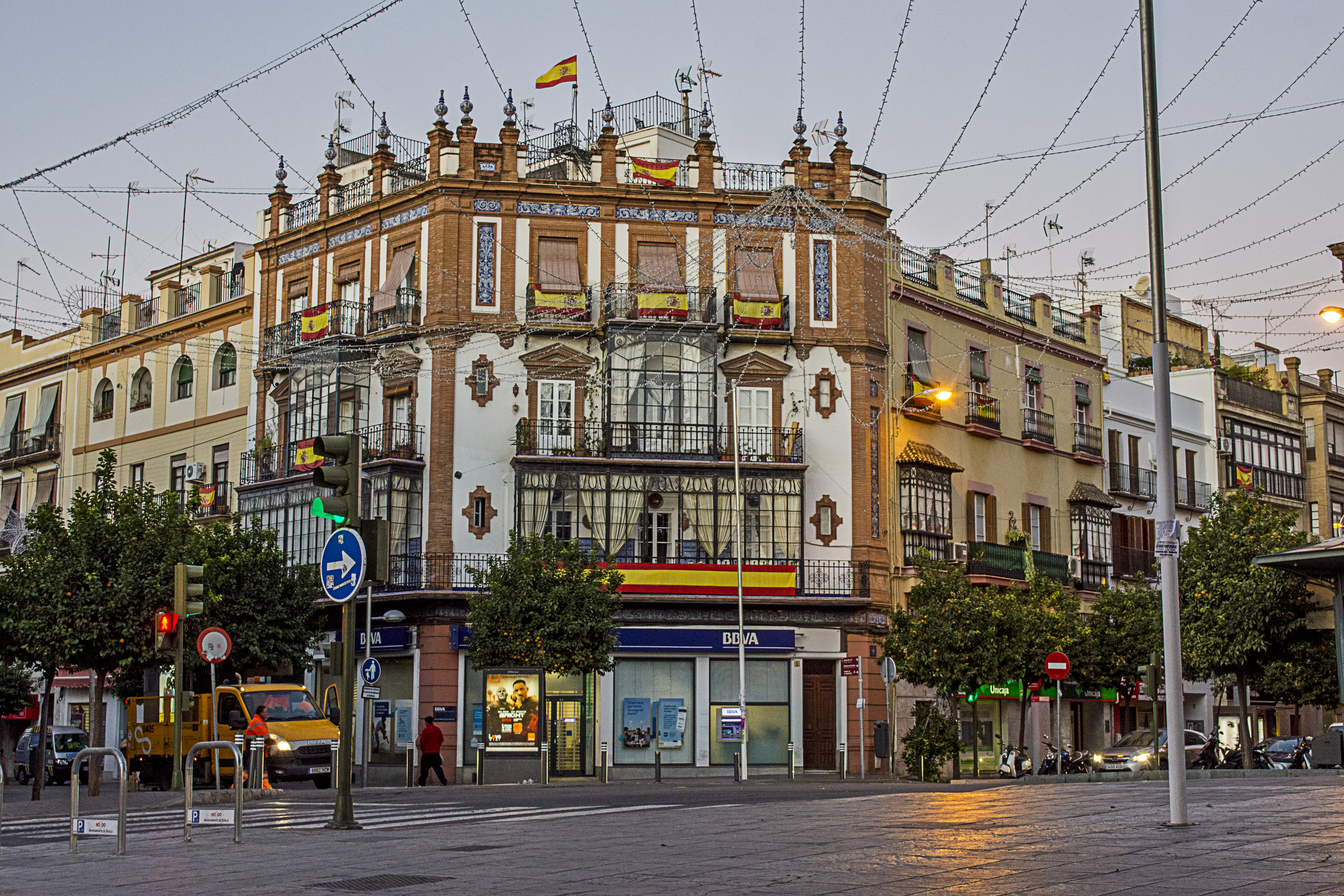
Plaza del Altozano, en el barrio de Triana

La vía histórica de acceso a Triana, desde Sevilla, es a través del conocido como puente de Triana, una de las señas de identidad del barrio. Se construyó entre 1845 y 1852 por los ingenieros Gustavo Steinacher y Ferdinand Bennetot. Esta construcción de hierro sustituyó al primitivo puente de Barcas. Fue declarado Monumento Histórico Nacional desde 1976, tras superar un intento de demolición.

#### Altozano
Al terminar el puente de Triana, se alcanza la plaza del Altozano, verdadero centro de referencia del barrio, históricamente era el punto donde convergían los viajeros procedentes de San Juan de Aznalfarache, Tomares y Castilleja de la Cuesta, antes de atravesar el denominado puente de barcas, en dirección a Sevilla.
La actual plaza está conformada, sobre todo, por arquitectura del primer cuarto del siglo XX. Destacan el edificio de la Farmacia Murillo, construido por el arquitecto regionalista José Espiau y Muñoz entre 1912 y 1914 y la casa obra de José Gómez Millán. En la misma plaza también destacan la escultura del torero Juan Belmonte, muy vinculado con Triana y que fue inaugurado en 1972, obra de Venancio Blanco y otro dedicado al Flamenco, encargado a Jesús Gavira Alba en el año 1994.
En la plaza se abre el actual mercado de Triana, en cuyos bajos se encuentran los restos del antiguo Castillo de San Jorge. Este fortaleza fue sede de la Inquisición desde 1481, si bien su construcción inicial de época árabe, data de 1171. En  1792, afectado por el continuo abandono y las sucesivas crecidas del Guadalquivir, se  proyectó  el  derribo  completo  del castillo y la construcción de un terraplén que elevase el nivel del suelo con una amplia plaza que sirviera como refugio en periodos de riadas. En ejecución de este proyecto se concedió por Real Orden en 1794 el paso de la propiedad desde la corona a la ciudad. Hacia 1823 se derribó y se instaló en su solar el mercado de Triana. En 1990 se demolió el viejo mercado para construir otro más moderno y en su edificación salieron a la luz los restos del castillo y de un cementerio almohade. Se realizaron labores arqueológicas y de conservación. El nuevo mercado se inauguró en junio de 2001. A continuación del mercado se llega al callejón de la Inquisición, ubicado en la confluencia de las calles Castilla, San Jorge y Callao. Fue durante siglo y medio el único testimonio visible de la presencia del antiguo tribunal inquisitorial en Triana.
Junto al puente se encuentra la capilla del Carmen, obra del arquitecto Aníbal González, inaugurada en 1928 y que contiene un retablo de la Virgen del Carmen.
Desde la citada plaza se abren las principales vías históricas del Triana. En la calle San Jorge se encuentra el museo de la Cerámica,  antigua fábrica de Cerámicas Santa Ana, que tiene su origen en 1870. En la calle Castilla también se encuentra iglesia de Nuestra Señora de la O, sede de la hermandad del mismo nombre, se trata de un templo construido entre los años 1697 y 1702.
Frente al puente se inicia la calle peatonal de San Jacinto, que constituye la antigua vía de comunicación con el Aljarafe, donde destaca la iglesia de San Jacinto, perteneciente al antiguo convento de San Jacinto, construido en 1676 para la Orden de los Dominicos. Fue levantada por el arquitecto Matías de Figueroa.
Hacia la izquierda, se accede a la calle Pureza, donde destaca la iglesia de Santa Ana, esta iglesia parroquial que data del 1280, de estilo gótico-mudéjar, es la más antigua de Sevilla fue fundada por orden del rey Alfonso X. Tras el Terremoto de Lisboa de 1755 fue reconstruida parcialmente.  En la misma calle se encuentra la Capilla de los Marineros, fue construida en el siglo XX y constituye la sede de la Hermandad de la Esperanza de Triana.
De forma paralela al río discurre la calle Betis, nombre que hace referencia a la denominación latina del río Guadalquivir, y que aún conserva algunos de los muelles del siglo XIX, conocidas como zapatas, en la calle se encuentra la Casa de la Columnas, edificio que data de 1780 en el lugar que ocupó la antigua Universidad de Mareantes, institución encargada de la formación de marineros para las tripulaciones que partían hacía América, durante los siglos XVI y XVII, el inmueble ocupa dos plantas y se estructura alrededor de dos patios, presenta dos fachadas, una principal, de carácter neoclásico con grandes columnas toscanas, a la calle Pureza, y otra de carácter secundario a la calle Betis. Durante un tiempo se convirtió en patio de vecinos, albergando actualmente un centro cívico municipal.

### Otros monumentos

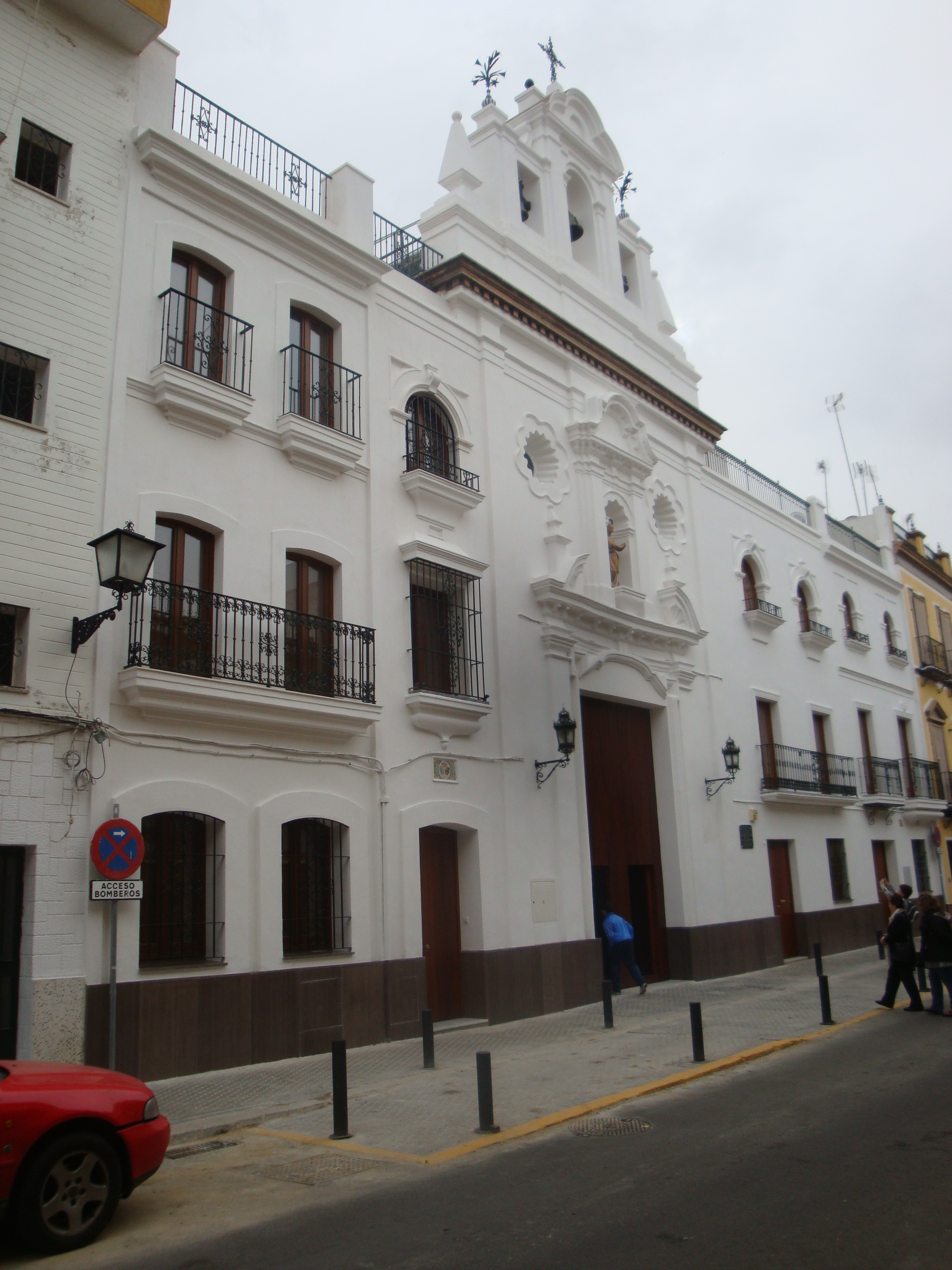
Capilla de los Marineros. Sede de la Hermandad de la Esperanza de Triana.

- Convento de las Mínimas, construido en torno a 1755 para la Orden de los Mínimos de San Francisco de Paula. Está situado en la calle Pagés del Corro.
- La primitiva capilla del Patrocinio data de finales del siglo XVII. En 2012, el papa Benedicto XVI elevó al templo a la categoría de basílica menor, siendo el cuarto templo en Sevilla en recibir esta dignidad.[16]
- Casa de los Mensaque familia de industriales de la cerámica, obra del arquitecto Juan Talavera y de la Vega, data de 1900, es una muestra de la obra de los grandes pintores de cerámica en esa época. Ubicada en la calle San Jacinto.
- Corrales, patios o casas de vecinos Se deben destacar por su carácter arquitectónico y sociológico los denominados corrales y casas de vecinos establecidos en el barrio. Los corrales de vecino son patios en cuyo centro se solía levantar una fuente, alrededor y bordeando el patio se extienden varios corredores con puertas, que correspondían a las denominadas salas de cada vecino.[17] Entre los existente en Triana destacan el corral de la calle Alfarería, número 85, que data del siglo XIX; la casa de vecinos de los números 8 y 10 de la misma calle, construido entre 1913 y  1914, obra del arquitecto José Espiau y Muñoz; la casa de vecinos del número 7 de la calle Castilla, (1907-1910), obra del arquitecto Simón Barris y Bes; la del número 88A de la misma calle, construida en 1918 por el arquitecto Ramón Balbuena y Huertas y el Corral Herrera en la calle Pages del Corro, construido en 1909, actualmente rehabilitado. Es remarcable como la presión inmobiliaria existente en los últimos años del siglo XX y en los principios del XXI han destruido una parte de este rico patrimonio arquitectónico.[18]
- Paseo Nuestra Señora de la O, ribera urbana del Guadalquivir accesible desde la calle Castilla.
- Torre Sevilla, dentro del complejo Puerto Triana, primer rascacielos de la ciudad y el más alto de Andalucía con 180,5 metros.

## Historia
Fue tradicionalmente un barrio de marineros, obreros, alfareros e industriales, famosa por sus toreros, cantaores y bailaores de flamenco.

### Edad Antigua
El primer origen de poblamientos en la zona datan de la Edad Antigua, confirmado por el hallazgo de restos romanos.

### Edad Media

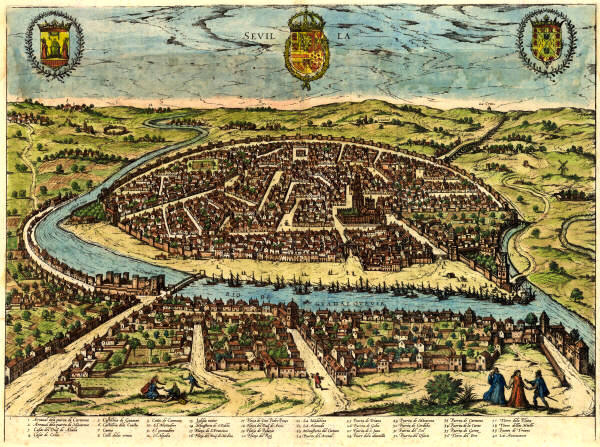
Grabado del, con una vista de Triana en primer plano y la ciudad de Sevilla al fondo.

En la época de Al-Ándalus tiene lugar un aumento de población en esta área, organizado en torno a un castillo levantado en el siglo X. La importancia de este antiguo "arrabal y guarda" de la ciudad de Sevilla derivaba de su posición estratégica, junto al río Guadalquivir, como vía de entrada hacia la comarca del Aljarafe, con ricos cultivos de cereales, vid y olivo.
En 1171, bajo el mandato del califa Abu Yacub Yusuf, se construyó el puente de Barcas, que supuso un importante incentivo al crecimiento urbano del entonces arrabal de la ciudad, al conectarlo con la ciudad y con la actividad portuaria de la otra orilla.
El ejército de Fernando III de Castilla, para la conquista de Sevilla de 1248, se asentó en el vecino campo de Tablada, desde donde atacó el castillo de Triana y destruyó el Puente de Barcas, que servía como vía de abastecimiento de la población sitiada. El puente fue reconstruido tras el asedio. La fortaleza pasó a ser el castillo de San Jorge y pasó a pertenecer a la Orden de San Jorge, instalándose en él la primera parroquia de Triana. En 1481, bajo el reinado de los Reyes Católicos, se convirtió en sede del Tribunal de la Inquisición hasta 1626.

### Edad Moderna
El crecimiento económico de Sevilla durante el Siglo de Oro contribuyó a la mejora de la condición social media del barrio.
En el interior del barrio de Triana, y formando parte sustancial del mismo, hubo en el siglo XVI una barriada llamada "de Portugalete" porque, según se especula, debería su nombre a la colonia de emigrantes portugueses que, al calor con el comercio de Tierra Firme, se hacinó en Triana en aquella centuria, también por esclavos negros del Algarve relacionados con la tradición alfarera de aquella collación. Era rondado por las justicias de la localidad de Camas para desarmar «gitanos». Hoy desaparecido, perteneció a Gaspar de Guzmán, conde duque de Olivares, en su intento, fracasado, de hacerse con propiedades pertenecientes al cabildo de la ciudad. Debió ocupar el último tramo de la calle de Castilla, sobrepasando la Alcantarilla de los Ciegos, la calle del Pino (probablemente la actual Tejares) y algunas huertas. Con su estudio quedan documentadas muchas de las circunstancias que dan ser y esencia al barrio de Triana.
La condición fluvial de Sevilla supuso algunos inconvenientes a lo largo de la historia, ya que desde antiguo la urbe sufrió importantes inundaciones, y a Triana le tocó enfrentarse a las crecidas del Guadalquivir, río muy caudaloso y con gran fuerza en sus corrientes. Los refugios habituales de los habitantes del barrio en caso de inundación eran la iglesia de Santa Ana y el castillo de San Jorge. Así destacan las inundaciones de 1435, 1440, 1545 y 1554; en estas dos últimas se arruinaron más de doscientas casas.
Al igual que el resto de la ciudad, el barrio se vio gravemente afectado por la epidemia de peste de 1649, que mermó la población.
En 1780 se construyó la casa de las Columnas, un gran edificio barroco. Fue declarada Bien de Interés Cultural en 1990.

### SiglosXIX,XXyXXI

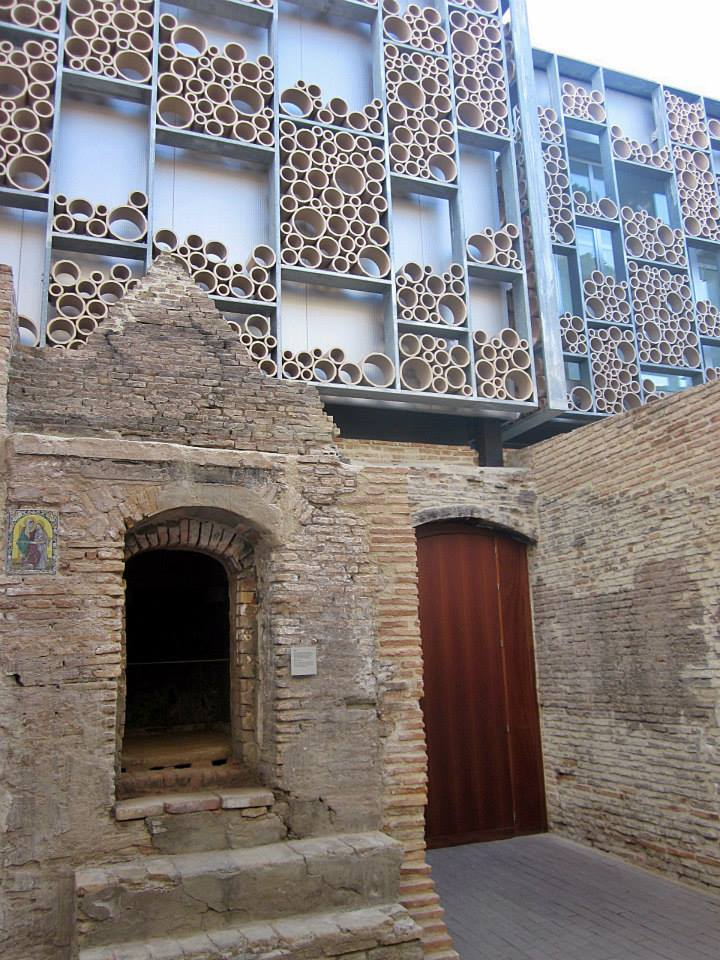
Vista del interior del Museo de la Cerámica de Triana.

Entre 1845 y 1852 se construyó el actual puente de Triana, llamado puente de Isabel II, que vino a sustituir al antiguo puente de Barcas.
A finales del siglo XIX el industrial Carlos Pickman fundó en un monasterio cartujo cercano una fábrica de loza que alcanzó cierta popularidad en España. En la calle San Jorge se encuentra la tienda Cerámica Santa Ana. Este comercio ceramista fue fundado en el siglo XX, aunque es heredero de otro fundado en 1870.  Un vestigio de la tradición ceramista trianera es la casa de los Mensaque, en la calle San Jacinto. Esta fue una familia de industriales de la cerámica. La casa data del 1900 y es una muestra de la labor grandes pintores de cerámica en esa época. En 2014 se creó un centro de interpretación llamado Centro Cerámica Triana.
Los días 20 y 21 de julio de 1936, al iniciarse la guerra civil española, el barrio de Triana fue escenario de duros combates entre militares sublevados y militantes de izquierda que trataban de impedir el triunfo del golpe militar. Tras la victoria de las tropas franquistas, Triana sufrió una dura represión.
En el año 1992 se organizó en la isla de la Cartuja, dentro del distrito de Triana, una exposición para conmemorar el Quinto Centenario del Descubrimiento de América, la Exposición Universal de 1992.
Triana contó desde tiempo inmemorial con una presencia significativa del pueblo gitano o romaní. La población gitana se concentraba en una parte del barrio conocida como Cava de los Gitanos. Las familias gitanas vivían de la artesanía, sobre todo de la herrería, y propiciaron enormemente el flamenco.
Los corrales de vecinos eran frecuentes en Sevilla, aunque Triana era el barrio que más tenía a finales del siglo XIX, habiendo 67. Los corrales de vecinos son patios en cuyo centro se solía levantar una fuente, alrededor y bordeando el patio se extienden varios corredores con puertas, que correspondían a las denominadas salas de cada vecino. Muchos de estos corrales fueron derribados en el siglo XX, aunque desde finales del siglo XX y comienzos del XXI el Ayuntamiento ha apostado por la reforma y conservación.
Entre los que se conservan en la actualidad en Triana destacan el corral de la calle Alfarería, número 85, que data del siglo XIX; la casa de vecinos de los números 8 y 10 de la misma calle, construida entre 1913 y 1914, obra del arquitecto José Espiau y Muñoz; la casa de vecinos del número 7 de la calle Castilla (1907-1910), obra del arquitecto Simón Barris y Bes; la del número 88A de la misma calle, construida en 1918 por el arquitecto Ramón Balbuena y Huertas y el corral Herrera en la calle Pagés del Corro, construido en 1909, actualmente rehabilitado. Así mismo, se puede citar el corral del Cura, sito en la calle Pagés del Corro 11-13, rehabilitado por el Ayuntamiento de Sevilla e inaugurado en el año 2005 por el entonces alcalde Alfredo Sánchez Monteseirín.

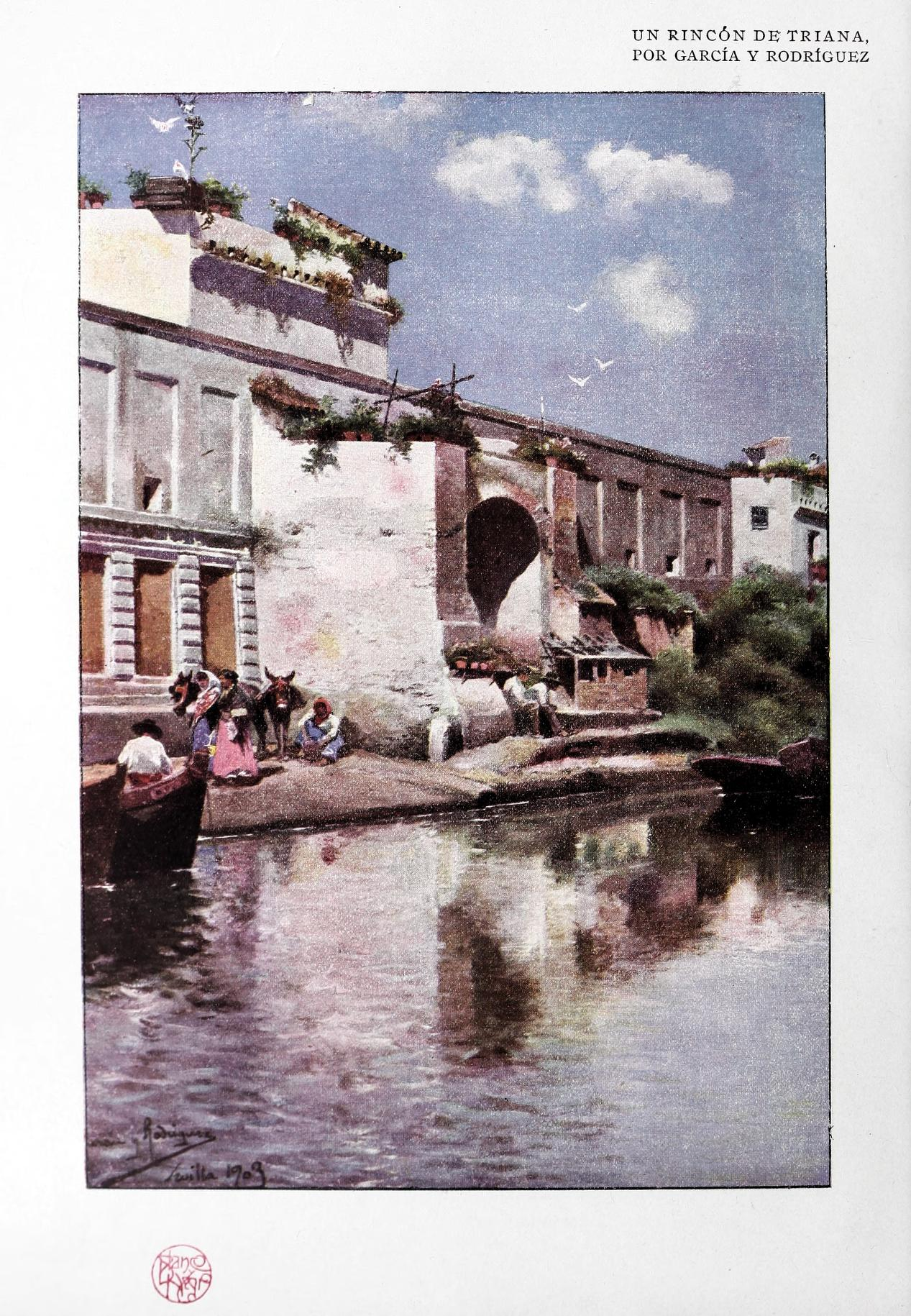
«Un rincón de Triana», de García y Rodríguez (Blanco y Negro, 17 de octubre de 1903).

En las primeras décadas del siglo XX se construyeron varias urbanizaciones en la zona oriental de Triana. La barriada Voluntad, el barrio León (edificado en terrenos que, desde 1918, pertenecían a José León León) y el barrio del Turruñuelo fueron realizados por particulares. También hubo urbanizaciones promovidas por la Administración, que fueron la barriada San José, la barriada Sánchez Armero y la barriada de la Dársena.
La Obra Nacional de Casas para Caballeros Mutilados de Guerra por la Patria, Empleados y Obreros planeó construir una barriada junto al barrio León, la barriada San Gonzalo. Para ella, el arquitecto José María Ayxalá Tarrat diseñó 146 chalés, de los que finalmente se construyeron 137. La primera piedra fue colocada en 1937. Tanto el barrio León como la barriada San Gonzalo fueron edificadas sobre los terrenos de la huerta de la Torrecilla, de la cual aún se conserva su antiguo caserío. En el centro del barrio se situó la iglesia parroquial de San Gonzalo.

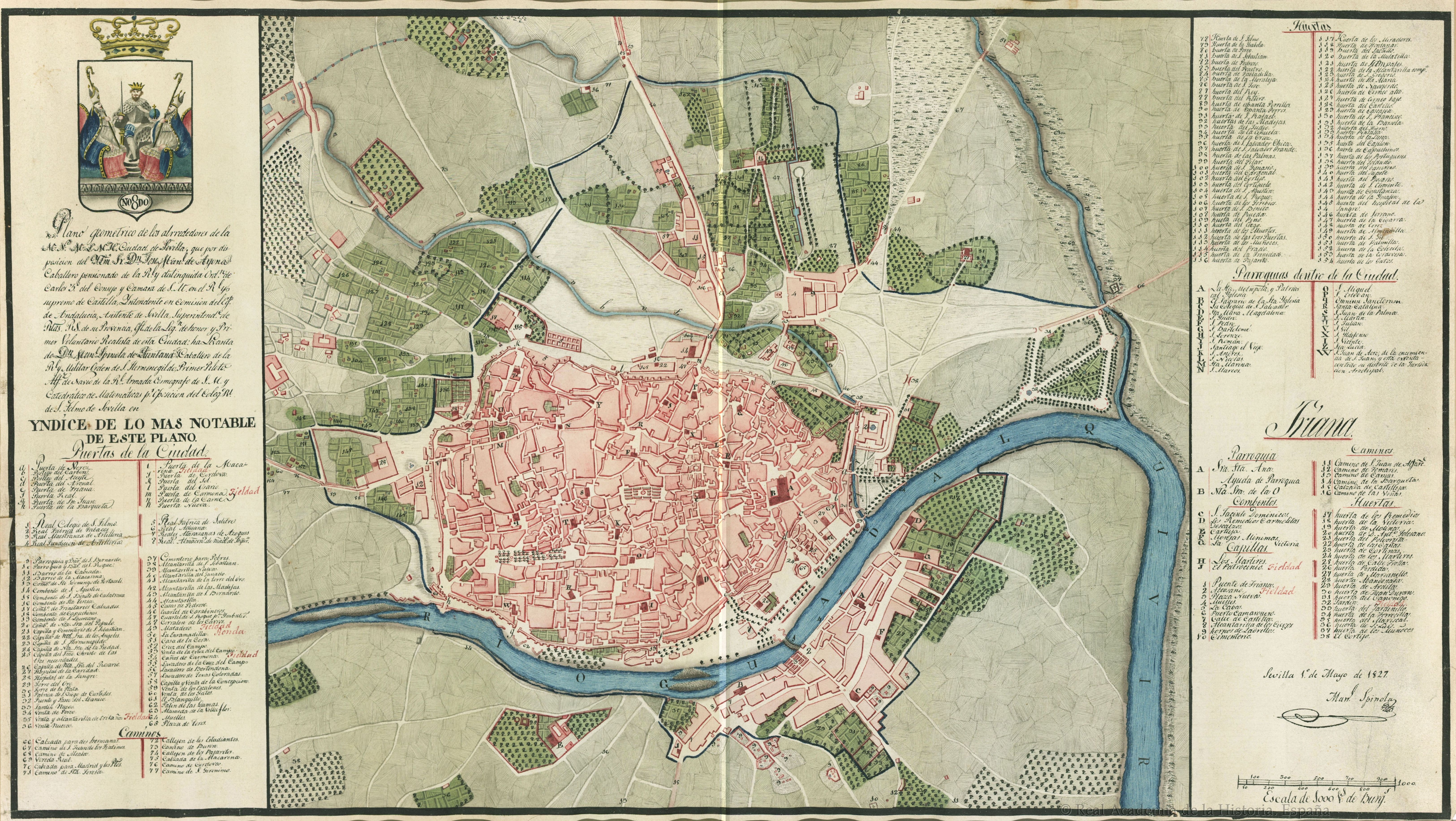
Plano de Sevilla de 1827.

A comienzos del siglo XX se realizó el Plan de Obras del Puerto de Sevilla, de José Delgado Brackenbury. En primer lugar se realizó otro cauce del río, el canal de Alfonso XIII, en Tablada (la corta de Tablada). No obstante, otro cauce del río continuaba pasando por el sur de Triana. El proyecto cerró la parte del río que pasaba por la ciudad con terraplenes en Chapina, Punta de Tablada y Punta del Verde, convirtiéndolo en una dársena. La parte que pasaba por el sur de Triana se tapó y se hizo un nuevo cauce al oeste del barrio, la corta de Triana. Las obras de la corta de Triana comenzaron en 1929 y se paralizaron en 1933. Las obras continuaron en 1943. Tras las inundaciones de 1947 y 1948, se finalizaron en 1949. El proyecto incluyó un malecón, o muro de defensa, de 50 metros de ancho y entre 6 y 8 metros de altura, paralelo al río.
En 1929 se aprobó el proyecto de Fernando García Mercadal y la inmobiliaria Los Remedios S. A. para realizar un nuevo barrio al sur de Triana. Con base en esto, se realizó el puente de San Telmo, inaugurado en 1931.
En 1952 el Estado y el Ayuntamiento aprobaron la realización de la barriada del Tardón, de pisos de protección oficial. Los bloques fueron diseñados por el arquitecto Luis Fonseca y Llanedo. La primera fase fue entregada en 1955 y la segunda en 1957. La cercana barriada del Carmen fue promovida por la Organización Sindical del Hogar y Arquitectura. Su nombre oficial fue Grupo Residencial Nuestra Señora del Carmen. Los pisos fueron diseñados por Luis Recasens Méndez Queipo de Llano en 1955. Los bloques se finalizaron en 1957.
En los años 60 y 70 las autoridades del franquismo, sobre todo el gobernador Hermenegildo Altozano, expulsaron a los habitantes de muchos corrales para derribarlos aduciendo las condiciones insalubres de los mismos. En la segunda mitad del siglo XX se crearon barrios de viviendas nuevos (los polígonos) y muchos antiguos vecinos terminaron realojados en ellos. Muchas familias de Triana terminaron en el Polígono Sur (conocido a posteriori como las Tres Mil Viviendas) o Los Pajaritos, en la periferia de la ciudad.
En el siglo XX se situaron en Triana las instalaciones de la fábrica de Hispano Aviación. La fábrica cesó su actividad en 1972 y en la zona se creó un barrio residencial. Una nave de hierro de estas antiguas instalaciones, conocida como nave del Paraguas, fue atribuida a Alexandre Gustave Eiffel. A finales de la década de 1980 esta nave se acondicionó como instalación deportiva.
La torre Sevilla se encuentra situada dentro de los límites del distrito y a las afueras del barrio. Constituye el primer rascacielos de la ciudad y el más alto de Andalucía, con 180,5 metros.

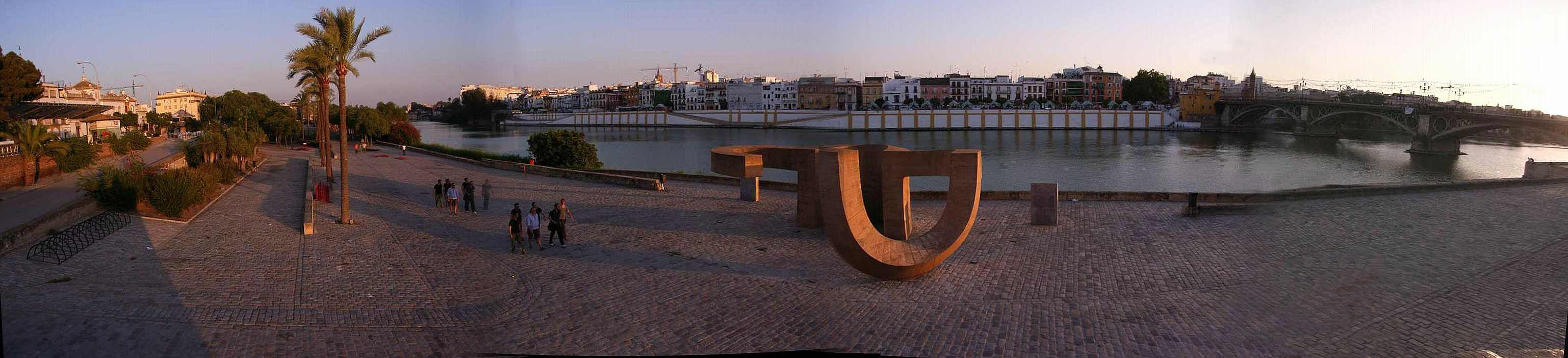
Panorámica del Guadalquivir a su paso por el barrio de Triana, al fondo.

## Industria y artesanía

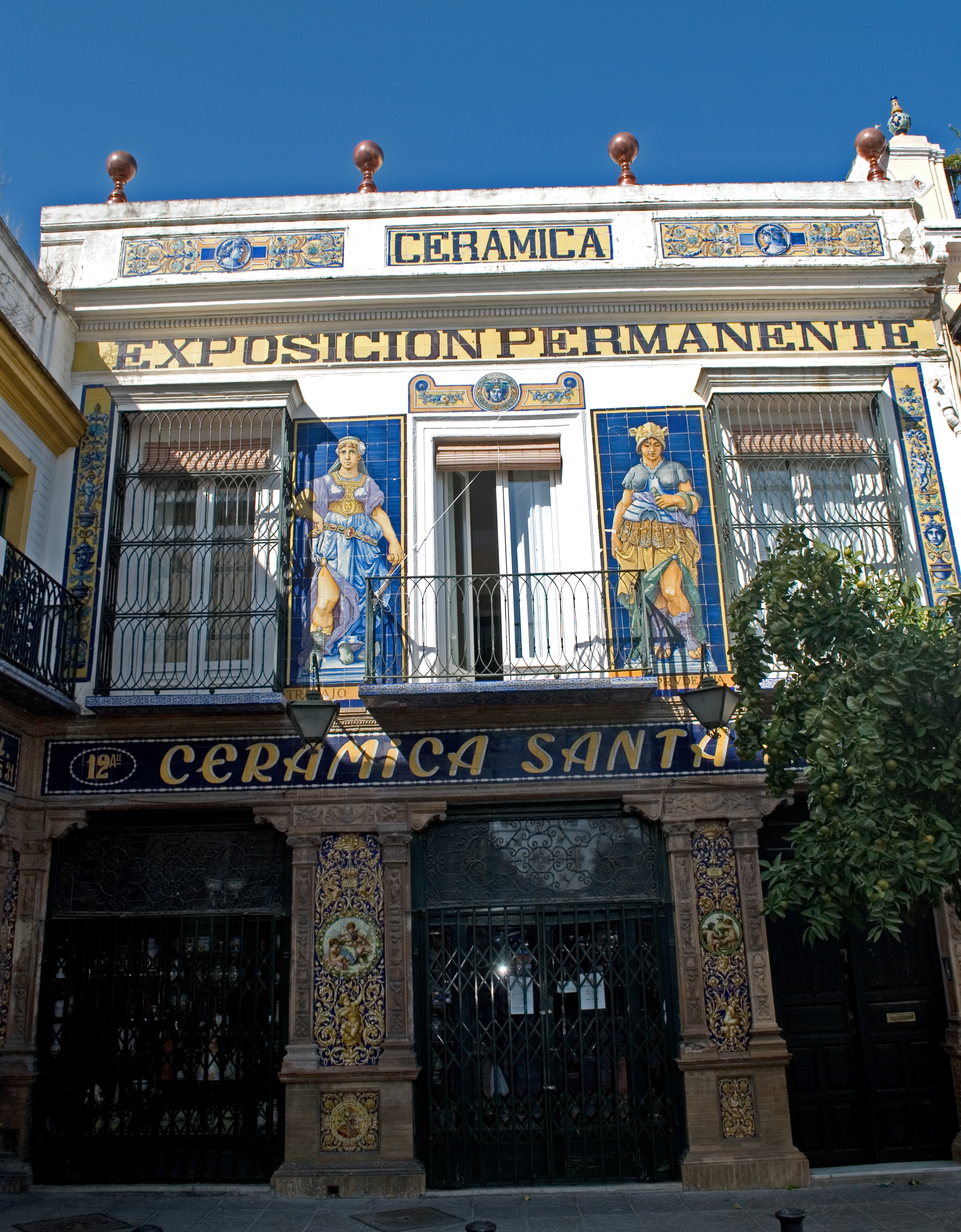
Cerámicas Santa Ana, tienda tradicional de cerámica.

La principal industria del barrio de Triana constituyó tradicionalmente la fabricación de enseres de loza, azulejos, tejas, ladrillos y en general de barro, motivado por los suelos arcillosos y de características limosas que existen en toda la zona de Triana. Los restos más antiguos de estas labores datan de época almohade, aunque la actividad probablemente sea anterior, ya que las santas Justa y Rufina, de la época romana, eran conocidas por su profesión de alfareras. El empleo de azulejos trianeros en la arquitectura local comenzó en los edificios palaciegos a partir del siglo XV. En 1841 el industrial británico Charles Pickman construyó una fábrica de loza en el antiguo monasterio de la Cartuja. La arquitectura regionalista de la primera mitad del siglo XX empleó mucho la azulejería, lo que contribuyó al aumento de la producción de las fábricas de azulejos trianeras. A comienzos del siglo XX había 24 fábricas dedicadas a este tipo de productos.
En el siglo XII, en la etapa almohade, se instalaron junto a la actual iglesia de la O unas almonas de jabón. Estas, tras el repartimento de la ciudad en el siglo XIII, fueron entregadas en donadío a la reina Juana de Ponthieu. A finales del siglo XVI estas pasaron a ser de la familia Enríquez de Ribera. En esta etapa se produjo tanto jabón que este se comercializaba en toda España, incluidas las Indias y Flandes, así como en Inglaterra. Desde tiempo inmemorial, y hasta los años 80 del siglo XX, existió en el barrio una tradición artesana de los productos de esparto.
Cerca del muelle Camaronero se instaló en el siglo XVI una fábrica de pólvora. Esta industria provocó un incendio el 18 de mayo de 1579 que asoló 70 casas y provocó 250 muertos. En 1850 se produjo otro acontecimiento similar, lo que provocó el cierre de dicha fábrica.
En el siglo XIX hubo una fábrica de almidón en la calle Castilla y un tostadero de malta en la calle Evangelista. En este mismo siglo Manuel Gómez Vázquez, residente en la calle Ardilla, creó una fábrica de jarabes, pomadas y cremas a partir de hierbas.
Al igual que en otras zonas ribereñas, en la orilla trianera hubo artesanos dedicados a la reparación de barcos. Estas labores se realizaron en Triana sobre todo hasta el siglo XVIII. En el XIX se mantuvo cierta actividad de este tipo en la zona del barrio gracias a la Real Compañía de Navegación del Guadalquivir, que funcionó en la primera mitad del siglo XIX y que tenía unos astilleros para sus barcos frente al convento de Nuestra Señora de los Remedios.
En el siglo XIX hubo varias fábricas de orozú (palodú), derivados de orozú y chocolates de orozú, aprovechando la abundancia de esta planta en la Vega de Triana. La última de estas fábricas fue una de chocolates de orozú en la calle Gonzalo de Segovia, cerrada en el siglo XX.
En 1918 el empresario Fernández Palacios construyó unos almacenes para hierro y madera al final de la calle San Jacinto. En 1943 se instaló en esos almacenes la fábrica de la empresa estatal Hispano Aviación. Esta factoría cesó su actividad en 1972, trasladándose a Tablada.
A comienzos del siglo XX constan otras fábricas en el barrio para diversos productos, aunque a partir de 1946, con la firma de la Carta de Atenas, los planes de ordenación urbana intentaron trasladar las industrias a la periferia de las ciudades y, desde entonces, esta área fue convirtiéndose en una zona residencial. Aunque ya no existen instalaciones fabriles en Triana que trabajen el barro, sí han quedado talleres artesanales de alfarería y azulejería.

## Fiestas y tradiciones

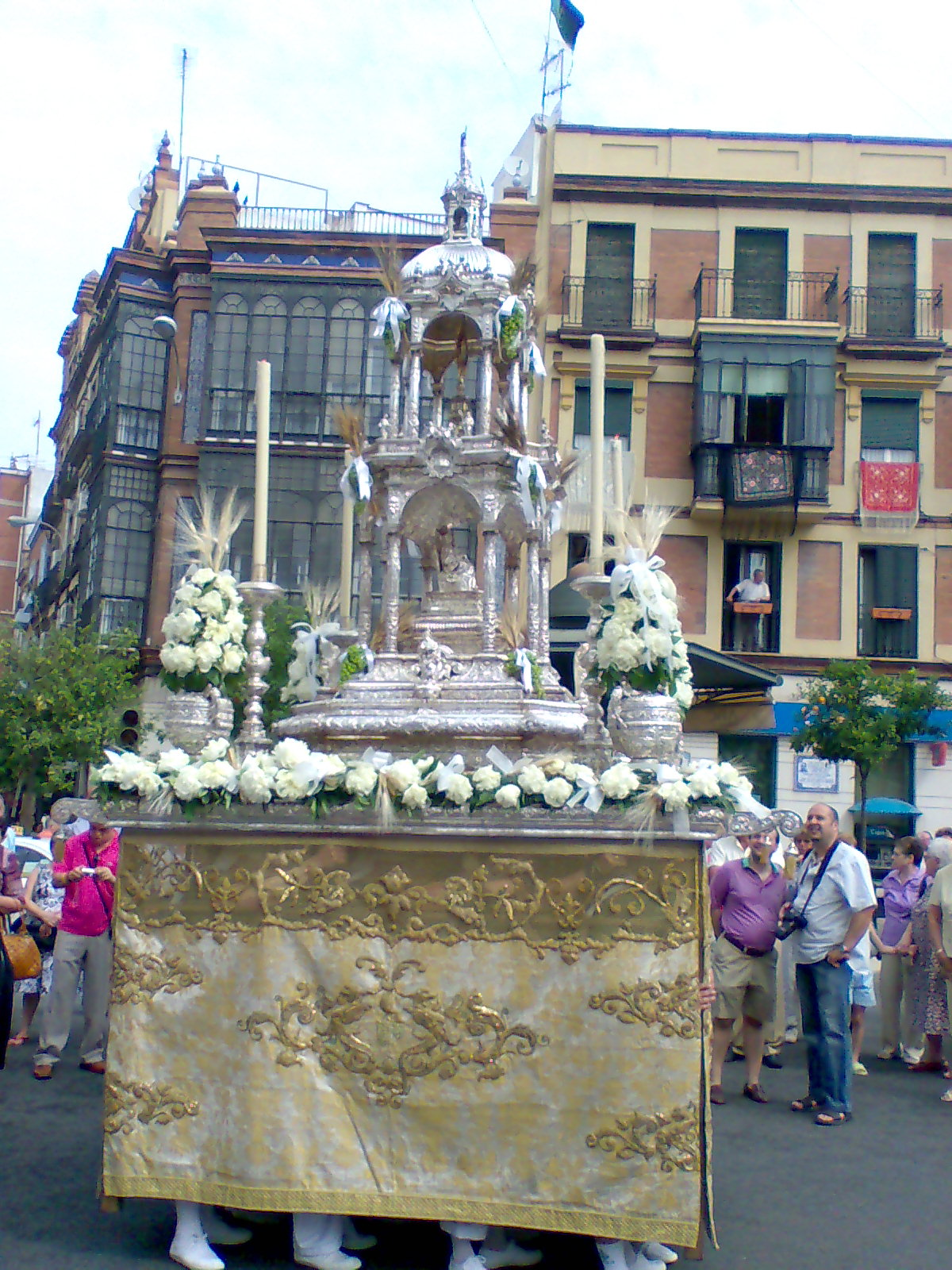
Procesión de Corpus en plaza del Altozano, 2009.

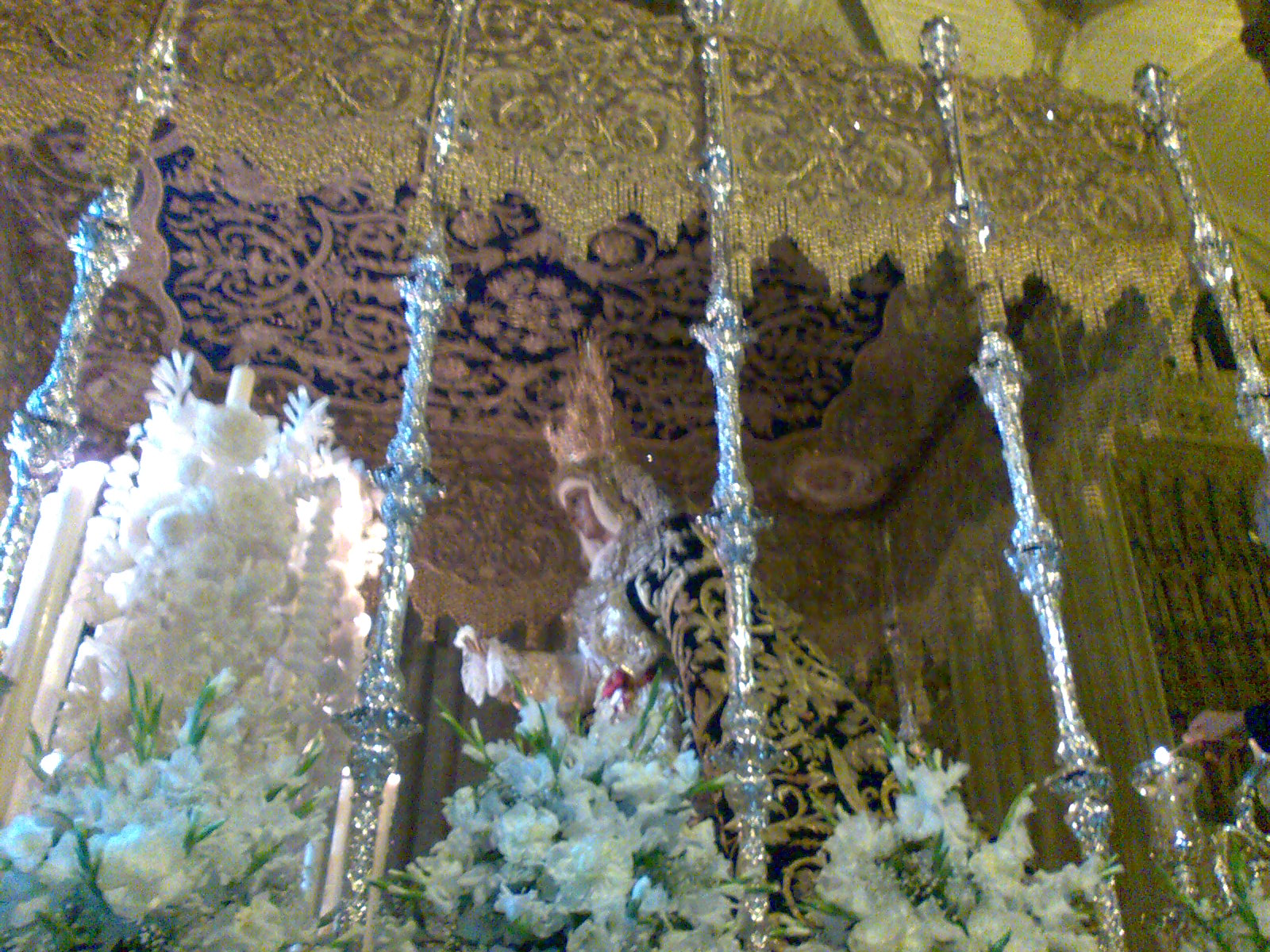
Esperanza de Triana en la Catedral de Sevilla XXV Aniversario Coronación (2009).

### Cabalgata de los Reyes Magos
La ciudad de Sevilla tiene una cabalgata que circula por varios barrios distritos de Sevilla. Esta es organizada por el Ateneo de Sevilla. Además de esta, el Distrito de Triana organiza otras actividades de ocio entre las que están una cabalgata propia del barrio en la que han participado algunos famosos oriundos de la ciudad.

### Velá de Santa Ana
La Velá de Santiago y Santa Ana se celebra desde el día 21 de julio hasta el 26. Está dedicada a Santiago y a santa Ana. Tiene su origen en una antigua romería organizada por la parroquia de Santa Ana al menos desde finales el siglo XIII. Se montan en torno a 15 o 20 casetas en el entorno de la calle Betis y se organizan espectáculos en la plaza del Altozano. Una de las tradiciones de esta fiesta es la cucaña.

### Cofradías
Hay seis Hermandades y cofradías radicadas en Triana que procesionan Semana Santa y en sus vísperas:
- Hermandad de Pasión y Muerte, de la parroquia de Nuestra Señora del Buen Aire. Procesiona el Viernes de Dolores por el barrio.
- Hermandad de la Estrella, de la capilla de María Santísima de la Estrella. Procesiona el Domingo de Ramos.[54]
- Hermandad de San Gonzalo, de la parroquia de San Gonzalo.[55] Procesiona el Lunes Santo.
- Hermandad de la Esperanza de Triana, de la capilla de los Marineros. Procesiona en la madrugada del Viernes Santo.
- Hermandad del Cachorro, de la basílica menor del Cristo de la Expiración. Procesiona el Viernes Santo por la tarde.
- Hermandad de la O, de la parroquia de la O. Procesiona el Viernes Santo por la tarde.

### Procesiones de Gloria
También procesionan por el arrabal trianero multitud de advocaciones marianas de gloria como la Divina Pastora (Patrona del Deporte Nacional) y la Virgen del Carmen (o Madre de Dios del Rosario, patrona de Capataces y Costaleros).
Es de destacar de entre todas las procesiones de gloria del barrio la de San Juan Bosco y María Auxiliadora (todos los años el 24 de mayo, Festividad de María Auxiliadora), organizada por el colegio salesiano San Pedro (que la congregación tiene establecido en la trianera calle Condes de Bustillo) y por la Asociación de Devotos de María Auxiliadora (ADMA) de la casa. En dicha procesión participan todos los grupos de la Obra Salesiana de Triana (Salesianos Cooperadores, Antiguos Alumnos, AMPA, Centro Juvenil Eirené, Sentaitas, etc.), así como los alumnos que reciben clases en mencionado colegio.
Es particular de esta casa salesiana que la imagen de María Auxiliadora que preside la obra se presenta sedente, con la imagen del Niño Jesús en pie sobre la rodilla izquierda. Es obra del ceramista y escultor Enrique Orce Mármol.

### El Rocío

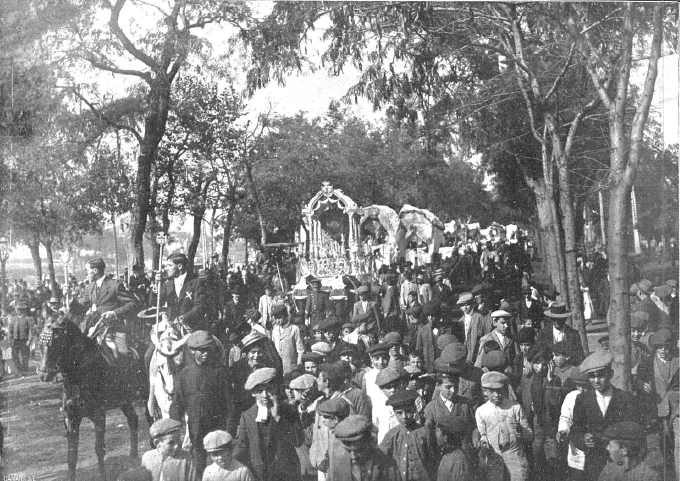
Procesión del Rocío en 1912. Montando un caballo blanco está Juan Belmonte.

En Triana ha existido devoción a la Virgen del Rocío, al menos, desde la segunda mitad del siglo XVIII. La Hermandad del Rocío de Triana se fundó el 6 de junio de 1813. Los primeros cargos de la hermandad fueron escogidos el 9 de enero de 1814. La primera peregrinación tuvo lugar a finales de mayo de 1814. Tuvo su sede en la iglesia del convento dominico de San Jacinto. En 1982 se trasladó a una nueva capilla en la calle Evangelista.

### El Corpus Chico
En Sevilla la procesión del Corpus Christi se celebra con mucho boato. En Triana tiene lugar otra procesión del Corpus Christi, conocida como Corpus Chico, en la que las calles se engalanan y son cubiertas por romero.
Las imágenes que procesionan son: san Juan Evangelista (de la Hermandad de la Esperanza de Triana), el Niño Jesús, las santas Justa y Rufina, la Inmaculada Concepción y el Santísimo Sacramento. Es organizado por la Hermandad de la Esperanza de Triana. Antaño, esa custodia se utilizó en el "Corpus Grande" de Sevilla. La historia de esta procesión comienza en el siglo XVI.

## Equipos deportivos
- Triana Club de Fútbol: club principal del barrio trianero con más de 60 años de historia
- Salesianos Triana Fútbol Sala: equipos de fútbol sala pertenecientes a la entidad.
- Olimpic de Triana: equipo local de fútbol sala.[61]
- COLSPE: club de fútbol del colegio salesiano.
- C.D. Cristo Rey: club de fútbol sala perteneciente al centro educativo del mismo nombre.
- Club Piragüismo Triana: equipo de piragüismo que se encuentra en el Charco de la Pava.
- A.VV.Santa Ana: Equipo de fútbol sala de la Barriada del mismo nombre.

## Comercios
Triana es conocido por su rica historia y su intensa vida social. Entre sus calles se pueden descubrir diversos comercios que reflejan la esencia tradicional del lugar. En la década de los años 50, surgieron comercios emblemáticos que se integraron profundamente en la vida cultural del barrio, entre ellos, es conocido El Arca de Noé, originalmente conocido como Casa Mediavilla, situado en la calle Trabajo, en el barrio Voluntad, próximo al Colegio Los Salesianos. Fundado en 1955 por D. Vicente Mediavilla de la Gala como una modesta sastrería, este establecimiento supo adaptarse a las necesidades de la posguerra ofreciendo artículos especializados de droguería, pinturas o ferretería, convirtiéndose en un referente local a partir de la década de los años 60.

## Comunicaciones
Las principales vías de Triana son el eje Ronda de Triana-López de Gomara, la calle Pagés del Corro (en dirección paralela al río), calle San Jacinto, avenida de Coria, avenida Alvar Núñez y avenida San Vicente de Paúl (en dirección perpendicular al río). En 2011 la calle San Jacinto fue peatonalizada en el tramo comprendido entre la calle Pagés del Corro y la plaza del Altozano.
Sirven al distrito varias líneas de TUSSAM. En 2009 se inauguró el Metro de Sevilla, con 3 estaciones cercanas a Triana: Blas Infante, parque de los Príncipes y plaza de Cuba.
Cuenta con una red de carriles bici que conecta Triana con el centro de la ciudad, el barrio de Los Remedios y la isla de la Cartuja. También se pueden encontrar varios puntos donde se pueden alquilar bicicletas a través del servicio denominado SEVICI